# Ruschia magnifica
Ruschia magnifica är en isörtsväxtart som beskrevs av Klak. Ruschia magnifica ingår i släktet Ruschia och familjen isörtsväxter. Inga underarter finns listade i Catalogue of Life.